# Ahshislepelta
Ahshislepelta minor
Genre
Espèce
Ahshislepelta est un genre fossile de dinosaures herbivores de la famille des Ankylosauridae et ayant vécu durant le Crétacé supérieur en Amérique du Nord. Une seule espèce est connue, Ahshislepelta minor.

## Fossiles
Ahshislepelta est connu à partir du spécimen SMP VP-1930, un squelette postcrânien provenant d'un individu adulte constitué de la ceinture scapulaire, une patte avant gauche partielle, de vertèbres et d'ostéodermes. Il a été découvert en 2005. La longueur de l'humérus est de trente et un centimètres.

## Étymologie
Ahshislepelta minor (la seule espèce connue), a été nommé par Michael E. Burns (d) et Robert M. Sullivan (d) en 2011. Le nom générique vient de la localité Ah-shi-sle-pah Wash, où les fossiles ont été trouvés, et pelta, « bouclier » en grec. Le nom spécifique est dérivé de minor, « petit » en latin, en référence à sa petite taille par rapport aux autres ankylosauridés d'Amérique du Nord.

### Publication originale
[2011] (en) Michael E. Burns et Robert M. Sullivan, « A new ankylosaurid from the Upper Cretaceous Kirtland Formation, San Juan Basin, with comments on the diversity of ankylosaurids in New Mexico », Fossil Record 3. New Mexico Museum of Natural History and Science, Bulletin, vol. 53,‎ 2011, p. 169–178 (lire en ligne).